# 8939 Онодадзюндзіро
8939 Онодадзюндзіро (8939 Onodajunjiro) — астероїд головного поясу, відкритий 29 січня 1997 року.
Тіссеранів параметр щодо Юпітера — 3,275.
Названо на честь Онода Дзюндзіро (яп. おのだ・じゅんじろう онода дзюндзіро:)